# Takeshi Kamo
Pour les articles homonymes, voir Kamo.
Takeshi Kamo (加茂 健, Kamo Takeshi, né le 8 février 1915 à Hamamatsu dans la préfecture de Shizuoka au Japon et mort le 26 mars 2004) est un footballeur japonais.